# Silnice 50 (Jordánsko)

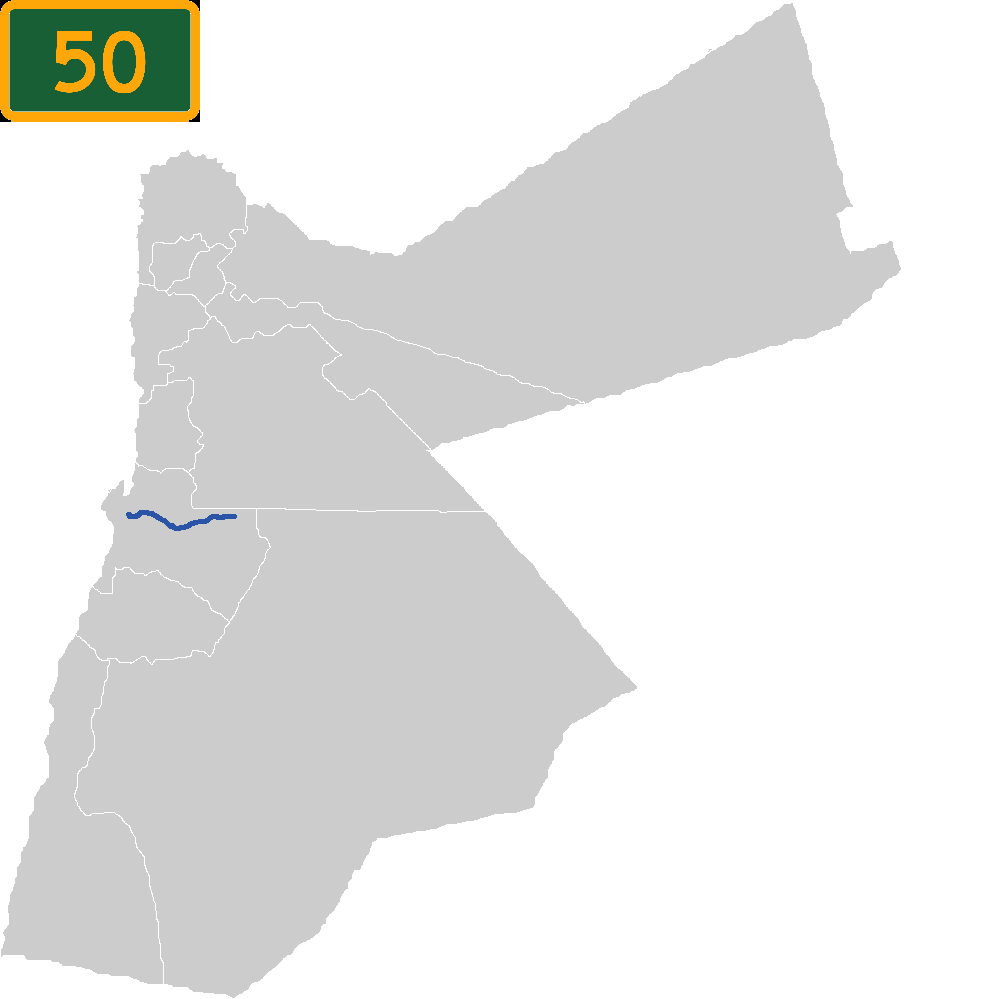
Schéma silnice na mapě Jordánska.

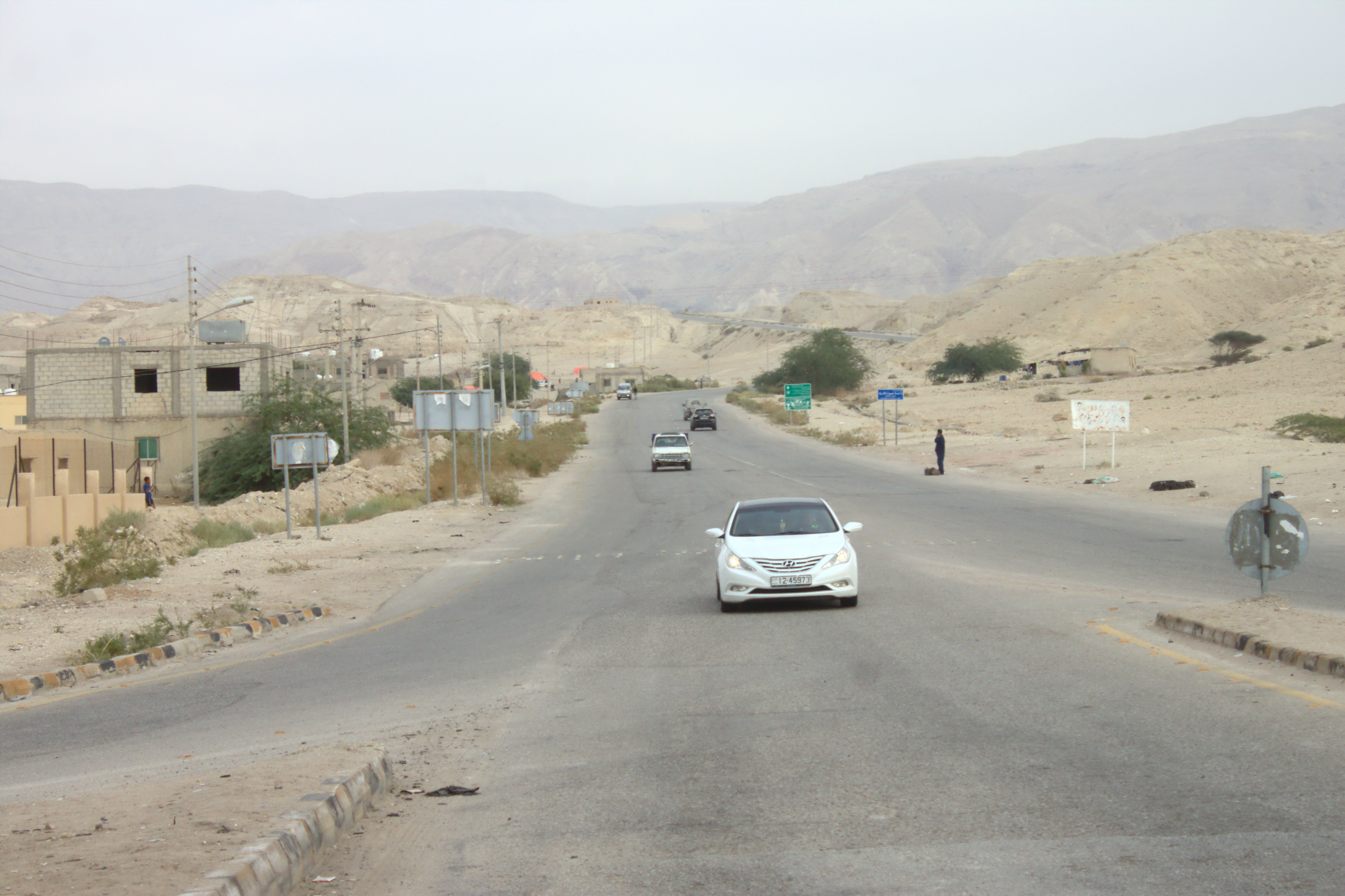
Silnice ve městě Al Mazrá.

Silnice 50 v Jordánsku se nachází v jižní části země. Je vedena východo-západním směrem a spojuje sídla na silnici King's Highway s pobřežím Mrtvého moře. Dlouhá je 66 km. 

## Trasa
Silnice začíná ve městě Al Mazrá, kde se odpojuje od Silnice č. 65 v nadmořské výšce cca -320 m n. m. Odtud vede jihovýchodním směrem extrémně náročným terénem suchými pouštními údolími do města Karak. Nachází se na ní značné množství zatáček. Silnice překonává rozdíl téměř 1200 výškových metrů. Vedena je po jižním svahu údolí (vádí) Al Karak. Silnice je relativně úzká a jízda na ní je považována za nebezpečnou. Plány na modernizaci a přestavbu trati existují, nebyly však v druhé dekádě 21. století kvůli snížení rozpočtu na modernizace silnic uskutečněny. 
V samotném městě plní úlohu jedné z hlavních tříd.
Z Karaku dále na východ je vedena jako silnice se čtyřmi pruhy a středovým dělicím pruhem. Má parametry blížící se rychlostní silnici – větší poloměry zatáček, zářezy v krajině apod. Nenachází se zde ale mimoúrovňová křížení. Za městem přechází do relativně rovinaté krajině východní pouště. Silnice tam překonává několik menších suchých údolí (vádí). U města Al Katrana se napojuje na Pouštní dálnici, která spojuje Ammán a Aqabu.

## Význam
Silnice má značný význam jak z hlediska cestovního ruchu (neboť zajišťuje spojení k Mrtvému moři z východu, tak i městu Karak se známým hradem), tak i z hlediska průmyslu, neboť zajišťuje dopravu pro lokality, kde probíhá u Mrtvého moře těžba minerálů. Během mimořádně deštivých sezón bývá uzavřena kvůli bleskovým povodním. Technický stav silnice především v její západní části směrem k mrtvému moři je velmi špatný, silnice byla naposledy rekonstruována na přelomu 80. a 90. let 20. století a značnou zátěž pro ní představuje provoz nákladních aut.